# Die Voraussetzungen des Sozialismus und die Aufgaben der Sozialdemokratie

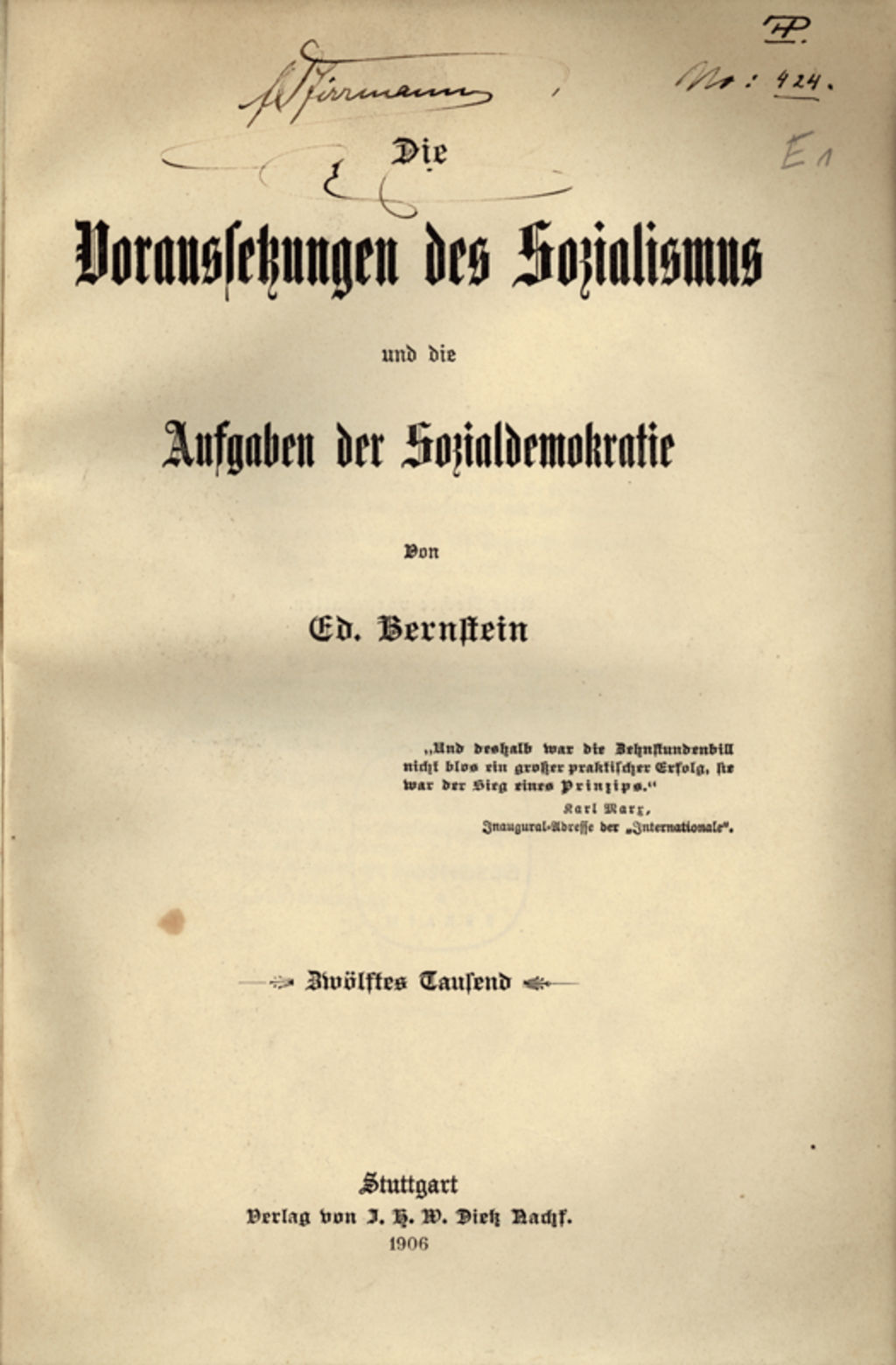
Ausgabe von 1906

Die Voraussetzungen des Sozialismus und die Aufgaben der Sozialdemokratie ist ein 1899 veröffentlichtes Buch von Eduard Bernstein. Dieses Buch war eine Zusammenfassung und Erweiterung von zwei Artikeln aus den Jahren 1897 und 1899, die in der von Karl Kautsky herausgegebenen Zeitschrift „Die Neue Zeit“ erschienen waren. Das Buch gewann schnell an Bedeutung in der deutschen Sozialdemokratie. Bernstein gilt als Begründer der revisionistischen Strömung in der SPD und legte mit diesem Buch ihren ersten wichtigen theoretischen Ausdruck.

## Inhalt
Bernstein trat dafür ein, die Theorien von Marx zu modifizieren bzw. zu verwerfen. Aufgrund Marx’ Anlehnung an David Ricardo und Hegel wären seine Analysen oftmals nicht wissenschaftlich und nicht brauchbar, um sich die Realität zu erschließen. Im Anschluss an die gegenwärtigen bürgerlichen Wirtschaftswissenschaften verwarf er die Arbeitswerttheorie und mit ihr auch die Mehrwerttheorie, welche von Engels noch als eine der bedeutendsten Leistungen von Marx beschrieben wurde. Bernstein war der Ansicht, dass der Klassenkampf nicht zu-, sondern vielmehr abnehme. Es würde keine Konzentration und Zentralisation des Kapitals stattfinden, wie von Marx behauptet, was er anhand von deutschen, niederländischen und englischen Statistiken darzulegen versuchte. Er war der Meinung, dass Kartelle und Geschäftssyndikate eine harmonische Entwicklung des Kapitalismus befördern, weshalb er auch die marxschen Überlegungen zur Krisenhaftigkeit der kapitalistischen Produktion in Frage zog. Er setzte der marxschen Theorie sein Konzept eines evolutionären Sozialismus gegenüber.

## Reaktion
Auf diesen theoretischen Vorstoß des revisionistischen Flügels der SPD kam postwendend eine Antwort vom linken Flügel und der marxistischen Orthodoxie. Schon 1898 attackierte Rosa Luxemburg Bernstein und formulierte die ersten Züge ihrer Zusammenbruchstheorie. Sie charakterisierte Bernsteins Theorie folgendermaßen:
„Diese ganze Theorie läuft praktisch auf nichts anderes als auf den Rat hinaus, die soziale Umwälzung, das Endziel der Sozialdemokratie, aufzugeben und die Sozialreform umgekehrt aus einem Mittel des Klassenkampfes zu seinem Zwecke zu machen. Bernstein selbst hat am treffendsten und am schärfsten seine Ansichten formuliert, indem er schrieb: ‚Das Endziel, was es immer sei, ist mir Nichts, die Bewegung alles.‘“
Auch Kautsky übte postwendend eine ausführliche Kritik an Bernsteins Thesen.
In der bürgerlichen Presse wurde die bernsteinsche Schrift ebenfalls aufgegriffen, wie Kautsky zu berichten weiß:
„Dass ein Sozialdemokrat ein sozialdemokratisches Buch schreibt, darin liegt ja nichts Sensationelles.
Ganz anders liegt die Sache, wenn ein hervorragender Sozialdemokrat, einer der ‚orthodoxesten‘ Marxisten ein Buch schreibt, in dem er feierlich verbrennt, was er bisher angebetet, und anbetet, was er bisher verbrannt hat. Dass man vom bürgerlichen Demokraten sich zum Sozialdemokraten entwickelt, das ist ein alltäglicher Fall, und die bürgerliche Presse hat keine Ursache, solche Fälle an die große Glocke zu hängen. Ganz anders, wenn endlich, endlich einmal das Umgekehrte sich zu ereignen scheint. ... Offenkundig aber ist es, dass die bürgerliche Presse sein Buch in diesem Sinne auffasst und ausnützt und des Jubels darüber kein Ende weiß. Nach so vielen Niederlagen endlich ein Sieg! Endlich ein Anzeichen, dass in der stolzen, unüberwindlichen Sozialdemokratie wenigstens einer ihrer denkenden Köpfe anfängt, an seiner Partei irre zu werden und an Stelle der Siegeszuversicht Zweifel und Bedenken laut werden zu lassen. Solch frohe Botschaft konnte nicht laut genug verkündet werden.“

## Einordnung
Das Buch gewann schnell an Bedeutung in der deutschen Sozialdemokratie. Einerseits war Bernstein lange Zeit ein Freund und Mitarbeiter von Friedrich Engels, einer Autoritätsperson in der Arbeiterbewegung, verfügte mit anderen über seinen Nachlass und hatte auf diese Weise wohl ebenfalls eine gewisse Autorität erreicht. Andererseits war er der Begründer der revisionistischen Strömung in der SPD, die mit diesem Buch ihren ersten wichtigen theoretischen Ausdruck fand. Eduard Bernsteins politische Positionierung hatte mehrere gesellschaftliche Grundlagen. So setzte 1895 eine lange Boomphase ein, die eine Basis für die Verbesserung der Lebensbedingungen der arbeitenden Massen darstellen konnte, weshalb man leichter für graduelle und friedliche Reformen im Kapitalismus eintreten konnte.
„Weder lassen sich Zeichen eines ökonomischen Weltkrachs von unerhörter Vehemenz feststellen, noch kann man die inzwischen eingesetzte Geschäftsverbesserung als besonders kurzlebig bezeichnen.“
Ein weiterer Hintergrund für Bernsteins Position könnte in der imperialistischen Epoche selbst festgemacht werden. Für den Kapitalismus war es nun möglich, in den imperialistischen Zentren Teilen der Arbeiterklasse Konzessionen zuzugestehen, um die soziale Lage zu befrieden (Arbeiteraristokratie), was eine Basis für die Reformpolitik darstellen könnte.